# Das blaue Licht (1976)
Das blaue Licht ist ein DEFA-Märchenfilm von Iris Gusner aus dem Jahr 1976. Der in den DEFA-Studios der DDR entstandene Film basiert auf dem Grimm’schen Märchen Das blaue Licht.

## Handlung
Der Bauer Hans ist als Soldat in den Krieg gezogen. Zurückgekehrt und von seinem König um den Sold betrogen, macht er sich auf den Weg nach Hause. Unterwegs wird er von einem Räuber überfallen, der sich jedoch als friedlicher Mensch entpuppt. Hans hilft ihm sogar, seine Kanone zu reparieren.
Nachts erreicht er ein einsames Haus, das von einer Hexe bewohnt wird, die ihm Obdach gewährt. Zum Dank für die Aufnahme hackt er am nächsten Tag eine Fuhre Holz. Als er nach getaner Arbeit sich auf den weiteren Weg machen will, hält ihn die Hexe auf und bittet ihn, ihr ein Licht aus dem Brunnen zu holen. Hans – schon im Brunnen – wird zurecht misstrauisch, denn die Hexe will ihn hintergehen. Er behält das blaue Licht, ein vielfacettiger Kristall, und entdeckt dessen Zauberkraft: Mit ihm kann er seine Tabakspfeife entzünden und dadurch erscheint das Männlein, das er zuvor schon hören konnte und das dem Besitzer des Lichts dienen muss: Allerdings vermag es nur so viel, wie dieser sich selbst zutraut. Hans beschafft sich mit Hilfe des Männchens zunächst Gold aus dem Schatz der Hexe. Das Männlein sagt: Wer das blaue Licht hat, hat die Macht.
Hans kehrt danach in ein Wirtshaus ein, wo er die freundliche Kellnerin Anne kennenlernt und mit ihr freundschaftlich verbunden wird.
Durch die Hilfe des Männchens mutig geworden, geht Hans noch einmal zum König, um seinen Sold zu verlangen. Er wird nicht nur wiederum abgewiesen, sondern der König ist so erbost, dass er ihn eigenhändig erwürgen will. In genau diesem Moment greift das Männchen ein und packt Hans so fest, dass dieser gemeinsam mit dem Männlein unsichtbar wird. In der Folge entführt Hans die eingebildete Tochter des Königs, die ihm im Zimmer des Gasthofes Haushaltsdienste leisten muss, wie beispielsweise ihm die Stiefel auszuziehen. Das Männlein bringt die Prinzessin am frühen Morgen zurück. Die Häscher des Königs suchen darauf nach Hans, kommen ihm auf die Schliche und fangen ihn nach einer wilden Verfolgungsjagd im Schlossdorf.
Im Kerker besucht ihn der König, der auf unerklärliche Weise Gefallen an ihm gefunden hat und bietet ihm an, ihn zum General zu machen. Hans aber lehnt stolz ab und lässt sich vom Gefängniswärter gegen drei abgepresste Gulden seinen Ranzen mit Pfeife und Lichtkristall aus dem Gasthof bringen. Sein letzter Wunsch vor der Hinrichtung ist es, eine Pfeife zu rauchen. Damit erscheint das Männlein und versetzt durch sein kämpferisches Erscheinen gepaart mit heftigem schwerem Sturmwind alle Anwesenden in blankes Entsetzen, so dass sie schleunigst die Flucht ergreifen. Schließlich zerstört der aus Versehen abgegebene Kanonenschuss des Räubers den schon vorbereiteten Galgen vollständig. Der König, in ahnungsvoller Todesfurcht, versucht eine letzte Anbiederung, aber Hans weist ihn und seine Tochter nur kalt ab. Begleitet vom Räuber zieht er mit Anne von dannen.

## Produktion und Veröffentlichung
Der die Grimmsche Vorlage Das blaue Licht im Sinne der herrschenden Ideologie interpretierende Film der DEFA war die zweite Regiearbeit von Iris Gusner und ihr einziger Märchenfilm. Das Szenarium stammt von Dieter Scharfenberg und für die Dramaturgie war Gerd Gericke zuständig.
Die Uraufführung fand am 14. März 1976 im Kino Berliner Kino Colosseum statt, am 17. Dezember 1977 wurde das Werk zum ersten Mal im 1. Programm des Fernsehens der DDR ausgestrahlt.

## Kritik
Das Lexikon des internationalen Films findet den Film trickreich und stimmungsvoll in Szene gesetzt.

„Hier wurde nicht nur schlechthin kulturelles Erbe übernommen, sondern sinnvoll und im positiven Sinne verarbeitet, angereichert; dem Phantastisch-Realistischen weiter Raum gegeben – ein Film, der in Aussage und Wirkung weit über den Märchengehalt hinausgeht. Der Film stellt Bezüge zu unserem realistischen Heute her, berührt das Problem der Ausbeutung des Menschen durch den Menschen. Unaufdringlich wird bewiesen, was das Männlein zu Beginn des Films in den Raum stellte: Die Macht hat der, der sie zu gebrauchen weiß …“